# Karoline Gräfin Hunyady von Kéthely
Lily von Hunyady (Viena, 26 de diciembre de 1836-íb. 28 de febrero de 1907) fue una noble conocida por haber sido dama de palacio de la emperatriz Isabel de Austria, Sissi.

## Biografía
Fue uno de los hijos del matrimonio formado por el húngaro József, conde Hunyady von Kéthely (1801-1869) y la princesa Henriette de Liechstenstein (1806–1886), hija de Juan I José de Liechtenstein. Tuvo varios hermanos: Imre (1827-1902), Maria (1828-1908), Franciska (1832-1910), e Ida (1849-1933).
Fue bautizada como Caroline, aunque sería conocida como Lily.

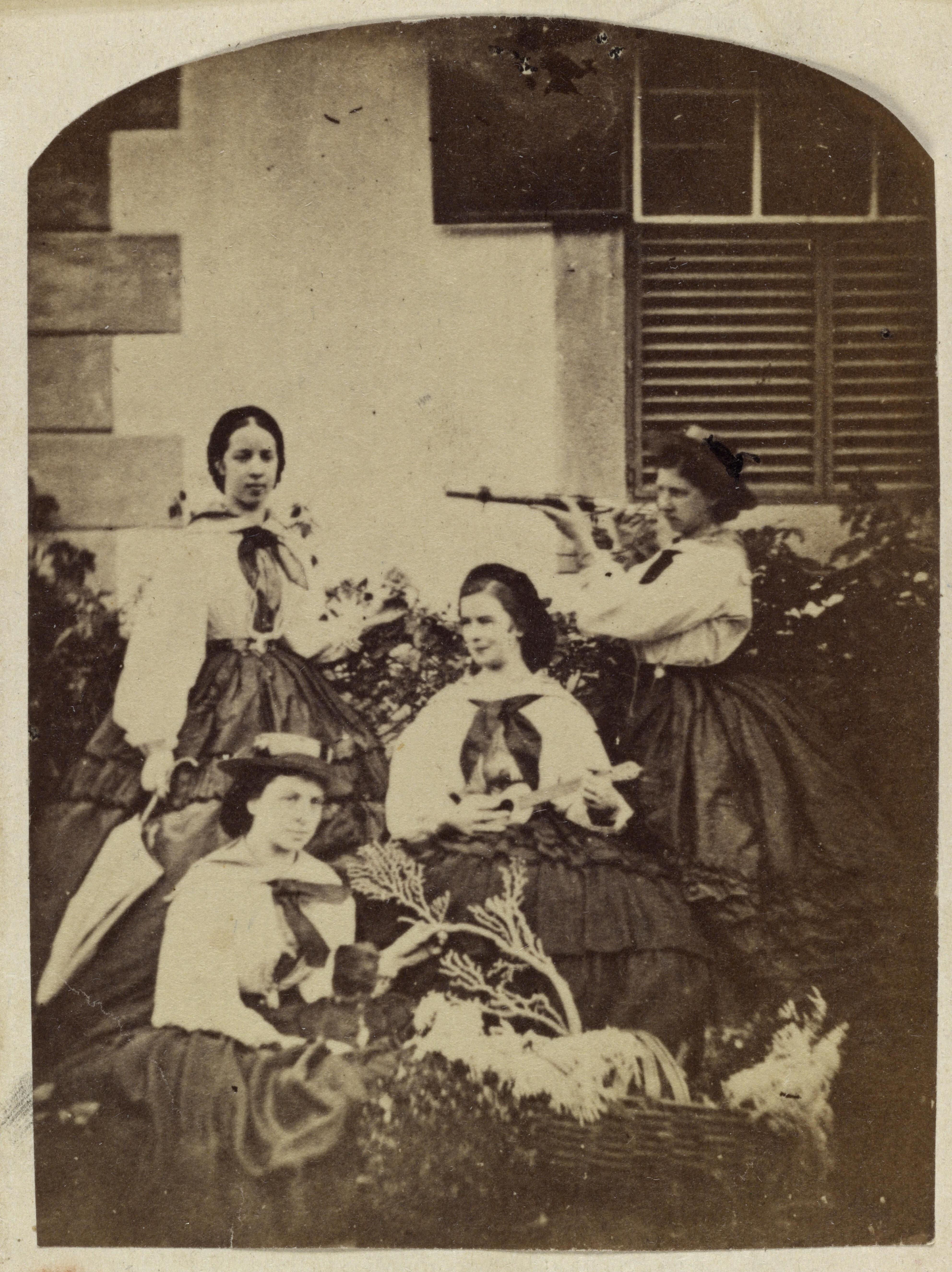
Fotografía de la emperatriz Isabel, en Madeira, rodeada de sus damas todas vestidas de marineros. Karoline se encuentra, de pie a la izquierda de la imagen. La foto causó un gran revuelo en Viena, porque se consideraba que el estado de salud de la emperatriz era peor.

Hacia 1860 entró al servicio de la joven emperatriz Isabel de Austria, precisamente cuando esta viajó a Madeira con motivo de su delicado estado de salud. En ese momento Lily y su hermano Imre fueron asignados al servicio de la emperatriz que deseaba reforzar sus conocimientos del idioma húngaro. En Madeira, Lily trabó una gran relación con la emperatriz, llegándose incluso a duda sobre una posible intimidad de las relaciones entre ambas. Por su parte, su hermano Imre se enamoraría de la emperatriz y sería muy pronto requerido de nuevo en Viena.
El 10 de octubre de 1871, en Bad Ischl, contrajo matrimonio con el barón Otto Wilhelm von Walterskirchen (1833-1912), diplomático. Este matrimonio no fue del gusto de la emperatriz Isabel ya que significaba que Lily debía abandonar su servicio como Hof-dame.
El nuevo matrimonio vivió estrecheces económicas debido a que su único ingreso era el que obtenían de la posición de Otto Wilhelm como diplomático. Además, sobre su relación con la emperatriz tras dejar su servicio, existen diferentes versiones. Según la biógrafa de Isabel, Brigitte Hamann, la relación continuó y según otros biógrafos, esta relación cesó completamente.
Lily moriría en 1907.

## Matrimonio y descendencia
De su matrimonio con Otto Wilhelm von Walterskirchen tuvo dos hijos:
- Ida Henriette (1877-¿?) dama canonesa en la Savoysche Damenstift (Institución saboyano de Damas Nobles)
- Josef Wilhelm (1879-1968) diplomático como su padre.

## Órdenes y cargos

### Órdenes
- Dama de segunda clase de la Orden de la Cruz Estrellada. ( Imperio austríaco, 1862)[5]

### Cargos
- Dama de palacio de la Imperial y Real Corte.[6]
- Dama de corte (Hof-dame) de la emperatriz de Austria (c. 1861[7]-1871[8])

### Individuales
1. ↑  Haslip, 2000, p. 144.
2. ↑  Hamann, 1986, p. 128.
3. ↑  Hamann, 1986, pp. 103-104, 128.
4. ↑  Haslip, 2000, p. 146.
5. ↑  «Österreichisch- kaiserliches Hof- Kalender für das Jahr 1894». Österreichisch-kaiserlicher Hof-Kalender (en alemán): 247. 1894.
6. ↑  «Österreichisch- kaiserliches Hof- Kalender für das Jahr 1894». Österreichisch-kaiserlicher Hof-Kalender (en alemán): 58. 1894.
7. ↑  «Österreichisch- kaiserliches Hof- Kalender für das Jahr 1861». Österreichisch-kaiserlicher Hof-Kalender (en alemán): 32. 1861.
8. ↑  «Österreichisch- kaiserliches Hof- Kalender für das Jahr 1872». Österreichisch-kaiserlicher Hof-Kalender (en alemán): 49. 1872.).